# De asielzoeker
De asielzoeker is een roman van Arnon Grunberg. Het boek verscheen voor het eerst in 2003 en is meer dan veertien keer herdrukt en in 10 talen vertaald. Theatergroep NTGent maakte er in 2005 een theaterbewerking van onder leiding van Johan Simons.

## Verhaal
Christian Beck, een vertaler van technische handleidingen, is tot de conclusie gekomen dat het leven uit zelfbedrog en illusies bestaat. Hij beschouwt het ontmaskeren van alle illusies, valse verwachtingen en hoge idealen als zijn roeping. Hij noemt zichzelf "de grote ontmaskeraar", en ontmaskert iedere illusie van zijn omgeving als zelfbedrog. Het enige waar hij nog voor leeft is zijn 33-jarige vriendin, ‘de vogel’. Het paar heeft een tijd in Eilat gewoond, waar Beck een vaste klant in een bordeel werd. 'De vogel' ging op haar beurt naar bed met lelijke en mismaakte mannen.
Terug in Europa, in Göttingen, blijkt dat 'de vogel' lijdt aan een dodelijke ziekte. Voor zij sterft trouwt zij met een asielzoeker uit Algerije, om hem nog een verblijfsvergunning te kunnen bezorgen. Beck protesteert aanvankelijk, maar stemt later toch toe als getuige met dit schijnhuwelijk. Ondanks zijn pogingen 'de vogel' gelukkig te maken, kan hij haar dood uiteindelijk niet voorkomen.
Een bloedige aanslag op de Amsterdamse seksclub Yab Yum doet Christian nog één keer naar zijn geboortestad terugkeren. Hij is daar de gast van een talkshow, wegens het mogelijk verband met de herpublicatie van een oud verhaal van Christian over iets soortgelijks. Bij terugkomst in Duitsland besluit de asielzoeker bij hem weg te gaan om te gaan strijden voor de bevrijding van de Berbers in zijn thuisland. Christian besluit dan zich over te leveren aan Duitse ziekenbroeders.

### Uitspraak
De driehoeksverhouding wordt geschetst in de zin: “Hij is de man van mijn vrouw”.

## Prijzen
De asielzoeker is bekroond met de AKO Literatuurprijs 2004 en de F. Bordewijk-prijs 2004. In een enquête onder Nederlandse recensenten, academici en schrijvers over de '21 belangrijkste romans van de 21ste eeuw', gehouden door het weekblad De Groene Amsterdammer, eindigde De asielzoeker op de zeventiende plek. Een andere roman van Grunberg, Tirza, eindigde op de eerste plaats.